# Mogens Ballin
Francesco Mogens Hendrik Ballin (født Mogens Hendrik Ballin, 20. marts 1871 i København ; død 27. januar 1914 i Hellerup) var en dansk maler og kunsthåndværker.

## Uddannelse
Han var søn af handelsfuldmægtig, senere fabrikant Hendrik Isidor Ballin og Ida Hend Levy og stammede fra en velhavende jødisk familie i København. Efter at have afsluttet sin skolegang med 4. klasses hovedeksamen 1886 blev Ballin uddannet som maler hos Carl von Schmidt-Phiseldeck og på Jens Jørgen Jensen Egebergs private malerskole. Han var sammen med Carl Frydensberg elev af Viggo Pedersen.
Af afgørende betydning for hans udvikling var de privattimer i fransk, som han fik hos Mette Gauguin på Frederiksberg (gift med Paul Gauguin). Han rejste i 1891 til Paris, herfra tog han med den hollandske maler Jan Verkade til Bretagne, hvor han modtog undervisning af Paul Sérusier sammen med Verkade.
Næste år var han atter i Bretagne sammen med Verkade, der var blevet katolik, og de rejste derfra sammen til Firenze. Under Verkades påvirkning gik Ballin også over til katolicismen og døbtes 6. januar 1893 i San Giovanni, Firenzes dåbskapel. Ved denne lejlighed føjede han Francesco til sine fornavne. Samme år vendte Ballin tilbage til København, hvor han blev meget aktiv i kredsen omkring Johannes Jørgensen og hans tidsskrift Taarnet.

## Ballins smedje
I 1899 startede han en smedje på Tuborg for kunsthåndværk i metal, hvilket var noget nyt i Danmark. Det var væsentligt tin, Ballin forarbejdede til dekorative skåle, krus og kander; senere arbejdede han også i bronze, messing, sølv og guld, mest små arbejder som smykker, rammer og lignende, ofte med brug af rav, koraller og halvædelstene. Hans kunstneriske stil var stærkt påvirket af Thorvald Bindesbøll og den tyske jugendstil. Foruden efter egne tegninger arbejdede han sammen med kunstnere som Siegfried Wagner, Gudmund Hentze, Ludvig Find og flere. Ballins virksomhed fik afgørende betydning for Georg Jensen og Just Andersen. 1907 opgav han sin smedje og det dertil knyttede udsalg og virkede resten af sit liv i den katolske sags tjeneste som leder af Den katolske Højskole i København.

| - Arbejder af Mogens Ballin - 'Paysage Breton', 1891 - Landskab, 1891/92 - Johannes Jørgensen, tegning fra 1894 - Sølvservice, 1900-05 |

26. januar 1899 blev Ballin gift i Sankt Andreas Kirke i Ordrup med Marguerite Eudoxie Frédérique d'Auchamp (18. november 1872 i København - 8. april 1907 i Ordrup), datter af cand.polit., senere kontorchef i Finansministeriet François Louis d'Auchamp (1843-1913) og Eugénie Caroline Augusta født Richard (1848-1912).
Ballin er begravet på Assistens Kirkegård.